# Murchison (Australie)
Pour les articles homonymes, voir Murchison.
Murchison (663 habitants) est un village du Victoria, Australie à une centaine de kilomètres au nord de Melbourne.
Une météorite (Murchison) est tombée le 28 septembre 1969 près du village.